# Tête de liste des étalons américains
Cette liste énumère les étalons pur-sang anglais basés en Amérique du Nord, dont les produits ont remporté le plus de gains en une année dans les courses de plat, aussi bien aux États-Unis et au Canada qu'en Angleterre, Irlande, France, Italie, Allemagne, et aux Émirats arabes unis.
- 1830 - Sir Charles (1)
- 1831 - Sir Charles (2)
- 1832 - Sir Charles (3)
- 1833 - Sir Charles (4)
- 1834 - Monsieur Tonson (1)
- 1835 - Bertrand (1)
- 1836 - Sir Charles (2)
- 1837 - Leviathan (1)
- 1838 - Leviathan (2)
- 1839 - Leviathan (3)
- 1840 - Medoc (1)
- 1841 - Medoc (2)
- 1842 - Priam (1)
- 1843 - Leviathan (4)
- 1844 - Priam (2)
- 1845 - Priam (3)
- 1846 - Priam (4)
- 1847 - Glencoe (1)
- 1848 - Leviathan (5) /
Trustee (1)
- 1849 - Glencoe (2)
- 1850 - Glencoe (3)
- 1851 - Boston (1)
- 1852 - Boston (2)
- 1853 - Boston (3)
- 1854 - Glencoe (4)
- 1855 - Glencoe (5)
- 1856 - Glencoe (6)
- 1857 - Glencoe (7)
- 1858 - Glencoe (8)
- 1859 - Albion (1)
- 1860 - Revenue (1)
- 1861 - Lexington (1)
- 1862 - Lexington (2)
- 1863 - Lexington (3)
- 1864 - Lexington (4)
- 1865 - Lexington (5)
- 1866 - Lexington (6)
- 1867 - Lexington (7)
- 1868 - Lexington (8)
- 1869 - Lexington (9)
- 1870 - Lexington (10)
- 1871 - Lexington (11)
- 1872 - Lexington (12)
- 1873 - Lexington (13)
- 1874 - Lexington (14)
- 1875 - Leamington (1)
- 1876 - Lexington (15)
- 1877 - Leamington (2)
- 1878 - Lexington (16)
- 1879 - Leamington (3)
- 1880 - Bonnie Scotland (1)
- 1881 - Leamington (4)
- 1882 - Bonnie Scotland (2)
- 1883 - Billet (1)
- 1884 - Glenelg (1)
- 1885 - Virgil (1)
- 1886 - Glenelg (2)
- 1887 - Glenelg (3)
- 1888 - Glenelg (4)
- 1889 - Rayon d'Or (1)
- 1890 - St. Blaise (1)
- 1891 - Longfellow (1)
- 1892 - Iroquois (1)
- 1893 - Himyar (1)
- 1894 - Sir Mordred (1)
- 1895 - Hanover (1)
- 1896 - Hanover (2)
- 1897 - Hanover (3)
- 1898 - Hanover (4)
- 1899 - Albert (1)
- 1900 - Kingston (1)
- 1901 - Sir Dixon (1)
- 1902 - Hastings (1)
- 1903 - Ben Strome (1)
- 1904 - Meddler (1)
- 1905 - Hamburg (1)
- 1906 - Meddler (2)
- 1907 - Commando (1)
- 1908 - Hastings (2)
- 1909 - Ben Brush (1)
- 1910 - Kingston (2)
- 1911 - Star Shoot (1)
- 1912 - Star Shoot (2)
- 1913 - Broomstick (1)
- 1914 - Broomstick (2)
- 1915 - Broomstick (3)
- 1916 - Star Shoot (4)
- 1917 - Star Shoot (5)
- 1918 - Sweep (1)
- 1919 - Star Shoot (6)
- 1920 - Fair Play (1)
- 1921 - Celt (1)
- 1922 - McGee (1)
- 1923 - The Finn (1)
- 1924 - Fair Play (2)
- 1925 - Sweep (2)
- 1926 - Man O'War (1)
- 1927 - Fair Play (3)
- 1928 - High Time (1)
- 1929 - Chicle (1)
- 1930 - Sir Gallahad III (1)
- 1931 - St. Germans (1)
- 1932 - Chatterton (1)
- 1933 - Sir Gallahad III (2)
- 1934 - Sir Gallahad III (3)
- 1935 - Chance Play (1)
- 1936 - Sickle (1)
- 1937 - The Porter (1)
- 1938 - Sickle (2)
- 1939 - Challenger II (1)
- 1940 - Sir Gallahad III (4)
- 1941 - Blenheim II (1)
- 1942 - Equipoise (1)
- 1943 - Bull Dog (1)
- 1944 - Chance Play (2)
- 1945 - War Admiral (1)
- 1946 - Mahmoud (1)
- 1947 - Bull Lea (1)
- 1948 - Bull Lea (2)
- 1949 - Bull Lea (3)
- 1950 - Heliopolis (1)
- 1951 - Count Fleet (1)
- 1952 - Bull Lea (4)
- 1953 - Bull Lea (5)
- 1954 - Heliopolis (1)
- 1955 - Nasrullah (1)
- 1956 - Nasrullah (2)
- 1957 - Princequillo (1)
- 1958 - Princequillo (2)
- 1959 - Nasrullah (3)
- 1960 - Nasrullah (4)
- 1961 - Ambiorix (1)
- 1962 - Nasrullah (5)
- 1963 - Bold Ruler (1)
- 1964 - Bold Ruler (2)
- 1965 - Bold Ruler (3)
- 1966 - Bold Ruler (4)
- 1967 - Bold Ruler (5)
- 1968 - Bold Ruler (6)
- 1969 - Bold Ruler (7)
- 1970 - Hail to Reason (1)
- 1971 - Northern Dancer (1)
- 1972 - Round Table (1)
- 1973 - Bold Ruler (8)
- 1974 - T.V. Lark (1)
- 1975 - What a Pleasure (1)
- 1976 - What a Pleasure (2)
- 1977 - Dr.Fager (1)
- 1978 - Exclusive Native (1)
- 1979 - Exclusive Native (2)
- 1980 - Raja Baba (1)
- 1981 - Nodouble (1)
- 1982 - His Majesty (1)
- 1983 - Halo (1)
- 1984 - Seattle Slew (1)
- 1985 - Buckaroo (1)
- 1986 - Lyphard (1)
- 1987 - Mr. Prospector (1)
- 1988 - Mr. Prospector (2)
- 1989 - Halo (2)
- 1990 - Alydar (1)
- 1991 - Danzig (1)
- 1992 - Danzig (2)
- 1993 - Danzig (3)
- 1994 - Broad Brush (1)
- 1995 - Palace Music (1)
- 1996 - Cozzene (1)
- 1997 - Deputy Minister (1)
- 1998 - Deputy Minister (2)
- 1999 - Storm Cat (1)
- 2000 - Storm Cat (2)
- 2001 - Thunder Gulch (1)
- 2002 - El Prado (1)
- 2003 - A.P. Indy (1)
- 2004 - Elusive Quality (1)
- 2005 - Saint Ballado (1)
- 2006 - A.P. Indy (2)
- 2007 - Smart Strike (1)
- 2008 - Smart Strike (2)
- 2009 - Giant's Causeway (1)
- 2010 - Giant's Causeway (2)
- 2011 - Distorted Humor (1)
- 2012 - Giant's Causeway (3)
- 2013 - Kitten's Joy (1)
- 2014 - Tapit (1)
- 2015 - Tapit (2)
- 2016 - Tapit (3)
- 2017 - Unbridled's Song (1)
- 2018 - Candy Ride (1)
- 2019 - Into Mischief (1)
- 2020 - Into Mischief (2)
- 2021 - Into Mischief (3)
- 2022 - Into Mischief (4)
- 2023 - Into Mischief (5)
- 2024 - Into Mischief (6)